# Samone (Trento)
Samone település Olaszországban, Trento megyében. Lakosainak száma 545 fő (2023. január 1.). Samone Castel Ivano községgel határos.

## Népesség
A település népességének változása:

| 2018 | 548 |
| 2023 | 545 |